# 铁齿蛹笔螺
铁齿蛹笔螺（学名：Zierliana ziervogelii），是新腹足目蛹笔螺科Zierliana属的一种。主要分布于印度尼西亚、台湾，常栖息在潮间带。